# قول صحابي
قول الصحابي هو أحد مصادر التشريع الإسلامي الثانوية. لا يعتبره علماء المسلمين مصدراً مستقلاً للتشريع، بل تابعا للسنة وهو واجب الإتباع مالم يُخالف السنة. وفي الغالب أنه حجة لأنه يكون مفسراً للقرآن والسنة في كثير من الأحيان بل قد يكون مصدراً فيما لم يأت به دليل من الوحيين لأن من الصحابة الخلفاء الراشدين الذين أوصى النبي باتباعهم فقال: «عليكم بسنتي وسنة الخلفاء الراشدين المهديين من بعدي..» الحديث.

## تعريف الصحابي
يختلف التعريف للصحابي عند الأصوليين وعند المحدثين: 
- فتعريف الصحابي عند الأصوليين هو: «من لقي الرسول مؤمناً به ولازمه زمناً طويلاً».
- وتعريف الصحابي عند المحدثين: «من لقيه مسلماً ومات على اسلامه سواء طالت صحبته أما لم تطُل».

## الأهمية في الإسلام
تتجلّى أهمية قول الصحابي في كون الصحابة عموماً عاصروا النبوة وأخذوا عن النبي بلا واسطة وفهموا كثيراً من القضايا الهامة في التشريع الإسلامي وعاينوا النبي في جميع أحواله في حله وترحاله في غضبه ورضاه في علاقته مع المجتمع من حوله وتتجللى أيضاً في حفظهم للسنة التي لاتُعلم إلا بنقلهم لها ولولا الله ثم هم لضاعت كثير من القضايا الشرعية التي ورد بها نصوص كثيرة لاتُعلم إلا من قول الصحابة وكذلك لأنهم لايَصدرون من أنفسهم فتجد أنهم يتمثلون السنة النبوية عملاً بالدليل فكانت أفعالهم كالحجة التي لابد أن تُعلم وتدرس دراسة متأنية فاحصه لها مدلولها البليغ في الدين الإسلامي. 

## تحرير الخلاف
يتبين تحرير محل الخلاف في عدة أمور هي: 
- لاخلاف في الأخذ بقول الصحابي في الأمور التي لامجال فيها للاجتهاد والرأي كالعقائد والأصول الشرعية التي بُني عليها هذا الدين لأن قولهم في ذلك أخبار عن المصطفى وماكان من قبيل الخبر لابد من قبوله ويحرُم رده.
- إذا أجمع الصحابة على شيء فلا خلاف في وجوب قبوله وخصوصاً إذا كان مما لايُعرف لهم فيه مُخالف منهم.
- ولا خلاف أيضاً أن قول الصحابي إذا خولف فيه وكان مجتهداً فيه أن قوله في ذلك ليس بحجة وذلك إذا خالف فيه صحابي مثله.
- الخلاف هنا في قول الصحابي حين اجتهاده بالنسبة للتابعي أي بالنسبة لما بعده فهل يكون حجة؟ .

## الأحكام
انقسم رأي العلماء من الفقهاء والأصوليين تجاه قول الصحابي إلى خمسة أقسام هي: 
- القسم الأول : من يرى أن قول الصحابي ليس بحجة وهذا قال به الشافعي وهو الراجح لدى أتباعه وهو رواية عن أحمد وقال به من غير المذاهب الفقهية الأشاعرة والمعتزلة والرافضة وقال به من الحنفية متأخرى هم ومن المالكية أيضاً.
- القسم الثاني : من يرى أنه حجة شرعية مقدّمة على القياس وبه قال جمهور أهل العلم فقال به أئمة الحنفية وهو منقول عن مالك والشافعي وهو الرواية الراجحة عن أحمد.
- القسم الثالث : من يرى أنه حجة إذا انضم إلى القياس أو انضم إليه القياس وهذا مذهب آخر للشافعية.
- القسم الرابع : من يرى أنه حجة إذا خالف القياس وهو قول يُعتقد أن الذي قال به بعض الحنفية.
- القسم الخامس : من يفصّل في الموضوع فيقول قول الصحابي حجة إذا لم يُدرك بالرأي والاجتهاد أما إذا كان يُدرك فهو ليس بحجة وقالوا عن قول الصحابي الذي لايدرك بالرأي والاجتهاد أنه حجة لأنه محمول على أن قوله هذا سمعه من النبي صلى الله عليه وسلم.

### الاستدلالات
نستطيع أن نقسّم الأدلة إلى قسمين أدلة هما: 
1) أدلة النفاة 2) أدلة المثبتين 
وذلك لأنك عندما تتبين وتفحص أقوال العلماء ورأيهم في قول الصحابي تجد أنها ترجع إلى قولين هي الإثبات والنفي أي اثبات اعتبار قول الصحابي أو نفي اعتبار قول الصحابي فعلى هذا التقسيم يكون تقسيم الأدلة إلى هذين القسمين وهذا تفصيلها: 
- أدلة الذين اعتبروا قول الصحابي حجة كثيرة منها:
  - من الكتاب قوله تعالى: ((كنتم خير أمة أخرجت للناس تأمرون بالمعروف وتنهون عن المنكر))
  - ومن السنة قوله: «خير القرون القرن الذي أنا فيه ثم الثاني ثم الثالث»

### الترجيح
لا خلاف بين المسلمين أن قول الصحابي فيما لا يدرك بالرأي والعقل يكون حجة لدى المسلمين مثال ذلك أقوال الصحابة رضي الله عنهم في أمور العقيدة أو الغيبيات أو قصص الأولين أو الأمور المستقبلية.